# Reactiewarmte
De reactiewarmte is de energie die in de vorm van warmte bij een chemische reactie vrijkomt. Bij het laten verbranden van een stof als aardgas komt bijvoorbeeld een aanzienlijke reactiewarmte vrij, die wordt gebruikt om gebouwen te verwarmen. Er komt bij een explosie ook veel energie vrij, maar behalve in de vorm van warmte ook in een drukgolf.

## Berekening

#### Reactiewarmte
De reactiewarmte die bij een reactie vrijkomt kan worden berekend uit de bindingsenergie van de bindingen die daarbij worden gemaakt worden en verbroken:
- voorbeeld: {\displaystyle {\ce {H + H -> H2}}}

Bij deze reactie wordt alleen één verbinding diwaterstof H-H gevormd. Er komt dus per twee mol waterstof H, één mol waterstofgas H2 en wat bindingsenergie vrij. Energetisch is het voor waterstofatomen voordeliger om zich in waterstofgas te binden.

#### Reactie-energie
De reactie-energie {\displaystyle Q} kan met deze formule worden berekend: {\displaystyle Q=c\cdot m\cdot \Delta T}.
Bijvoorbeeld: los 10 gram natriumhydroxide NaOH op in 100 mL water. Als al het natriumhydroxide is verdwenen, is de temperatuur van 20 °C naar 35 °C gestegen.
Gevraagd: de reactie-energie in kJ per mol.
{\displaystyle c=c_{\mathrm {water} }} = 4,18×103 J kg−1 K−1

{\displaystyle m=m_{\mathrm {water} }+m_{\mathrm {NaOH} }} = 100 + 10 = 110 g = 0,110 kg, omdat het water is
{\displaystyle \Delta T=T_{\mathrm {eind} }-T_{\mathrm {begin} }} = 35 - 20 = 15 °C
{\displaystyle Q=c\cdot m\cdot \Delta T} = 4,18×103 · 0,110 · 15 = 6897 J
10 g NaOH komt overeen met 10 : 40,0 = 0,25 mol NaOH
| aantal kJ  | 6,90 | ... |
| aantal mol | 0,25 | 1,0 |

Met kruislings vermenigvuldigen wordt 27,6 kJ mol−1 berekend. Omdat de reactie exotherm is, is het antwoord −28 kJ mol−1.